# Accessible Rich Internet Applications
Pour les articles homonymes, voir Aria (homonymie).
WAI-ARIA (Web Accessibility Initiative - Accessible Rich Internet Applications) est une spécification technique du W3C.
L'objectif est d'accroître l'accessibilité des contenus dynamiques et des composantes des interfaces dynamiques développées à l'aide d'Ajax, HTML, Javascript et technologies associées. Le HTML ne propose pas de fonctionnalité permettant de créer du contenu dynamique ni des interfaces de contrôle mais permet l'insertion d'applets (Flash, Java) et de scripts traités côté client (généralement Javascript). Les développeurs web utilisent de plus en plus le Javascript pour créer les interfaces de contrôle qu'ils ne peuvent créer à l'aide de HTML seul. Ils utilisent également ces scripts pour actualiser une partie de la page sans pour autant recharger l'ensemble de la page depuis le serveur web, avec des application web monopage. Ces techniques sont dites des applications internet « riches ». Ces interfaces et ces sections actualisées ne sont souvent pas accessibles aux utilisateurs ayant des déficiences, notamment à ceux utilisant des lecteurs d'écran ou à ceux ne pouvant pas utiliser de souris ni d'équipement équivalent.
ARIA décrit comment ajouter de la sémantique et des métadonnées aux contenus HTML afin de rendre les contrôles d'interface et les contenus dynamiques plus accessibles. Par exemple, il devient possible d'identifier une liste de liens en tant que menu de navigation et d'indiquer si son état est plié ou déplié. Quoique conçu pour traiter de l'accessibilité en HTML, l'utilisation de WAI-ARIA n'est pas nécessairement restreinte au HTML mais peut être étendue à d'autres langages comme Scalable Vector Graphics (SVG).
ARIA permet aux pages Web (ou à des parties de pages) de se déclarer comme des applications plutôt que comme de simples documents statiques, par l'ajout de rôles, de propriétés ou d'états d'information vers des applications web dynamiques.
ARIA est destinée à être utilisée par les développeurs d'applications Web, les navigateurs web (ou agents utilisateurs), les technologies d'assistance (en) et les outils d'évaluation à l'accessibilité.

## Compatibilité
ARIA est supporté par la plupart des navigateurs : Mozilla Firefox, Internet Explorer, Google Chrome et Safari. ARIA est utilisé par plusieurs technologies d'assistance : JAWS, VoiceOver, NVDA, ZoomText (en).